# مرکز فناوری تکنیا (پارک علمی کوئوپیو)
مرکز فناوری تکنیا (انگلیسی: Technology Centre Teknia) که با نام «پارک علمی کوئوپیو» نیز شناخته می‌شود، یک پارک تحقیقاتی مرتبط با دانشگاه است که در کوئوپیو، فنلاند واقع شده است.
تکنیا سریع‌ترین رشد را در بین پارک‌های فناوری فنلاند در هزاره جدید داشته است. بلندترین ساختمان آن، میکروتاور، ۶۵ متر (۲۱۳ فوت) ارتفاع دارد و یکی از بلندترین سازه‌ها در کوئوپیو است.
تکنیا در بهار ۲۰۰۸ توسط شرکت تکنوپولیس پی‌ال‌سی با هزینه کل ۱۸.۱ میلیون یورو (۶۷ میلیون یورو شامل بدهی) خریداری شد.

## سازمان‌های اصلی واقع در پارک علمی کووپیو

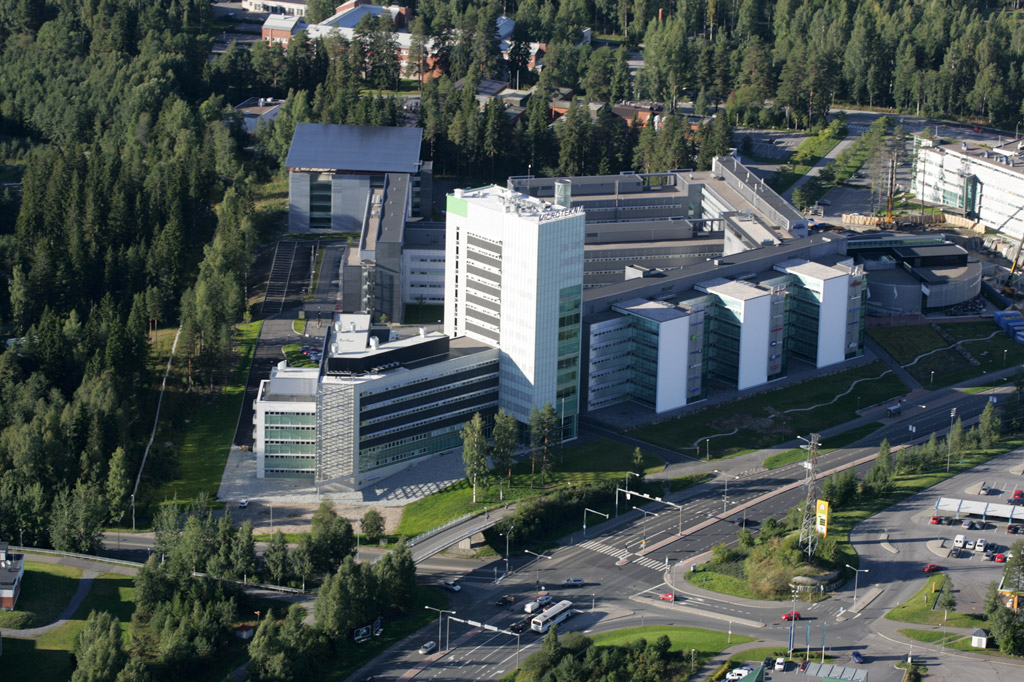
مرکز فناوری تکنیا، منطقه میکروتکنیا، پارک علمی کوئوپیو

- دانشگاه فنلاند شرقی، پردیس کوئوپیو (که قبلاً دانشگاه کوئوپیو نام داشت)
- دانشگاه علوم کاربردی ساوونیا (ساوونیا)، دفاتر اداری و پذیرش، واحد آموزش مهندسی فناوری اطلاعات و الکترونیک.
- بیمارستان دانشگاه کوئوپیو
- مرکز فناوری تکنیا

## دفاتر سازمان‌های ملی
- مرکز تحقیقات نولانن (بهداشت عمومی، شغلی و محیطی): موسسه ملی بهداشت عمومی (KTL) ، موسسه بهداشت حرفه‌ای فنلاند (FIOH)  و سازمان ایمنی مواد غذایی فنلاند (EVIRA)
- ساختمان متعلق به: سازمان زمین‌شناسی فنلاند (GTK)
- در ساختمان‌های تکنیا: مرکز تحقیقات فنی VTT فنلاند

## مرکز فناوری تکنیا
- زیرساخت ساختمان‌های اداری *teknia-dubbed را مدیریت می‌کند
- خدمات استارتاپی (مرکز رشد) و بین‌المللی‌سازی را برای شرکت‌ها ارائه می‌دهد (همچنین طیف گسترده‌ای از تولیدکنندگان دیگر این خدمات را در خود جای داده است)
- دارای یک دفتر جانبی در شانگهای، چین است که سلامت را مدیریت می‌کند پروژه‌های مراقبتی بین فنلاند و چین.

- میزبان آزمایشگاه‌های مشترک، مانند آزمایشگاه توسعه حسگر، که در آن دانشگاه فنلاند شرقی، ساوونیا و هانی‌ول به طور مشترک میکروحسگرهای جدید را توسعه می‌دهند.

- میزبان مجموعاً ۳۰۰ کسب‌وکار کوچک و دفاتر محلی شرکت‌های چندملیتی و تعدادی با یک ساختمان اداری کامل مانند هانی‌ول و Ark Therapeutics است.

- اولین کارخانه داروسازی مبتنی بر ژن در جهان، توسط شرکت Ark Therapeutics در سال ۲۰۰۷ برای تجارت افتتاح شد.
- مرکز تحقیقات Mediteknia، WellTeknia ، Centek
- موسسه A. I. Virtanen و مرکز تحقیقات Bioteknia (ژن درمانی، علوم اعصاب، پزشکی مولکولی، فارماکولوژی)
- مرکز تحقیقات میکروتکنیا و مرکز فناوری تکنیا (IT)

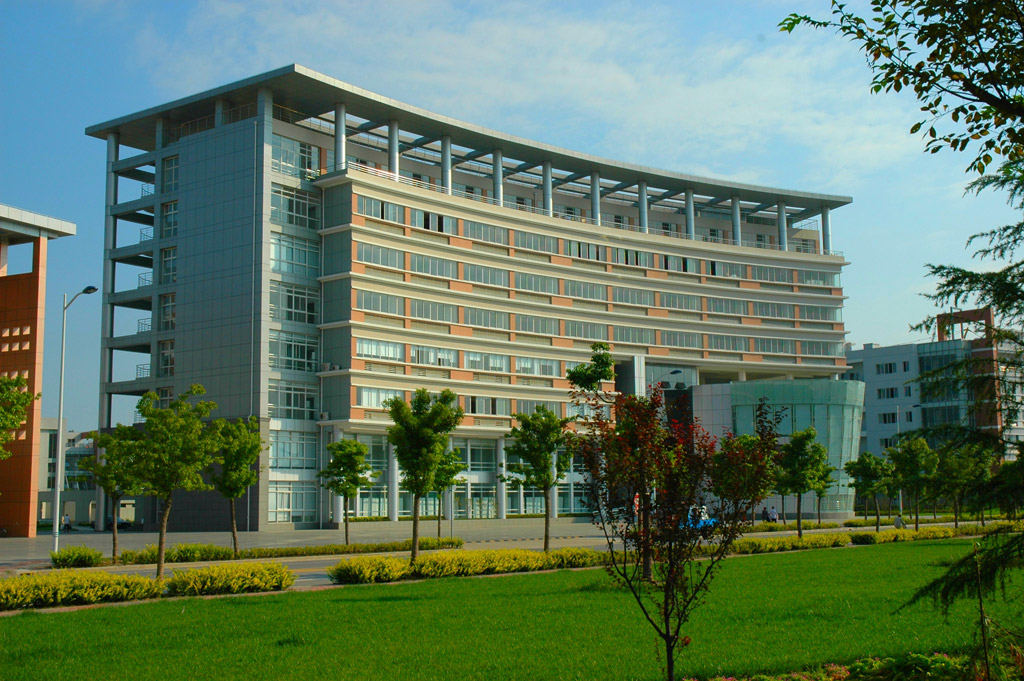
مرکز فناوری Teknia Ltd.، دفتر جانبی در پارک فناوری پیشرفته ژانگجیانگ در شانگهای. در نوامبر ۲۰۰۳، تکنیا اولین مرکز فناوری فنلاند بود که دفتری در شانگهای افتتاح کرد.

کسب و کارهای مستقر در تکنیا در فناوری اطلاعات و ارتباطات و فناوری رفاه (زیست‌فناوری کشاورزی، طراحی دارو و فناوری مراقبت‌های بهداشتی) تخصص دارند.

### پارک‌های همکار بین‌المللی تکنیا
- پارک نرم‌افزار ژونگ‌گوانچون (زدپارک، واقع در "دره سیلیکون چین")
- پارک علوم و فناوری زیستی ووشی
- پارک فناوری پیشرفته ژانگ‌جیانگ در شانگهای
- پارک‌های علم و فناوری هنگ کنگ IZET Innovationszentrum ltzehoe
- پارک فناوری تکنیکبین وستروس
- دانشگاه ساری
- آزمایشگاه‌های سازمانی (دانشگاه مینه‌سوتا)

### مراحل ساخت
- تیتوتکنیا ۱۹۹۰
- بیوتکنیا ۱ ۱۹۹۴
- بیوتکنیا ۲ ۱۹۹۹
- میکروتکنیا ۱ ۲۰۰۰
- میکروتکنیا ۲ ۲۰۰۲
- مکیروتاور ۲۰۰۴
- میکروتکنیا ۳ ۲۰۰۵
- میکروتکنیا ۴ ۲۰۰۶
- اینوتکنیا ۲۰۰۷